# Sobór konstantynopolitański V
Sobór Konstantynopolitański V – cykl trzech synodów z lat 1341, 1347 i 1351, których postanowienia są uznawane przez prawosławie za postanowienia soboru powszechnego.
Bezpośrednią przyczyną zwołania soboru był spór wokół mistycznej doktryny hezychazmu, której twórcą był mnich Grzegorz Palamas. Wyznawcy hezychazmu twierdzili, że poprzez ciąg mistycznych praktyk można ujrzeć Boga w jego przedwiecznej światłości. Doktryna hezychazmu wywołała ogromny spór doktrynalny w Kościele greckim, nakładając się na podziały polityczne (walka Jana Kantakuzena o tron). Zwolennikami hezychazmu byli Jan Kantakuzen, Aleksy Apokauk i cesarzowa Anna. Przeciwko hezychazmowi występował natomiast patriarcha Konstantynopola Jan Kalekas wraz z większą częścią arystokracji. Krytykowali hezychazm również liczni uczeni bizantyjscy na czele z Barlaamem z Kalabrii, m.in. Nicefor Gregoras i Demetriusz Kydones. Mistyk Mikołaj Kabazylas po pewnym czasie natomiast przeszedł do obozu zwolenników hezychazmu. Grzegorz Palamas żywił przychylne uczucia wobec Kościoła rzymskiego, jednak legat papieski Paweł ze Smyrny potępił jego doktrynę jako herezję.
Na początku czerwca 1341 cesarz Andronik III Paleolog zwołał w Konstantynopolu synod mający uregulować kwestię ortodoksji nauki Grzegorza Palamasa. Synod aprobował hezychazm, podobnie uczynił kolejny synod zwołany dwa miesiące później przez regenta Jana Kantakuzena.
Postanowienia synodów z 1341 wywołały gniew patriarchy Jana Kalekasa. Z jego inicjatywy w 1344 zwołano kolejny synod, który przy niechętnej zgodzie cesarzowej Anny potępił hezychazm i nakazał uwięzić Palamasa jako heretyka. Szybko doszło jednak do kłótni cesarzowej z patriarchą. Cesarzowa zwołała zatem w lutym 1347 kolejny synod, który przywrócił postanowienia synodów z 1341.
Wkrótce po synodzie zwołanym przez cesarzową Annę do Konstantynopola wkroczyły wojska Jana Kantakuzena, który koronował się na cesarza. Po koronacji Kantakuzen zwołał kolejny synod, na który zaproszono przedstawicieli innych Kościołów ortodoksyjnych, nadając mu tym samym rangę soboru powszechnego. Synod ostatecznie uznał doktrynę hezychazmu za prawowierną.